# Moscato di Sardegna
Il Moscato di Sardegna è un vino DOC la cui produzione è consentita nell'omonima regione.

## Caratteristiche organolettiche
- colore: giallo paglierino, brillante.
- odore: aromatico, delicato, caratteristico.
- sapore: dolce, delicato, fruttato, caratteristico di moscato.

## Produzione
Provincia, stagione, volume in ettolitri
- Cagliari  (1992/93)  430,29
- Cagliari  (1993/94)  500,88
- Cagliari  (1994/95)  74,48
- Cagliari  (1995/96)  287,28
- Cagliari  (1996/97)  136,5
- Oristano  (1993/94)  59,77
- Oristano  (1994/95)  39,48
- Sassari  (1991/92)  1680,81
- Sassari  (1992/93)  1609,51